# بیابیسیوسا
بییابیسیسا دهستانی در استان آستوریاس اسپانیا است.
در این دهستان ۱۴٬۱۸۹ نفر زندگی می‌کنند. مساحت این دهستان ۲۷۶٫۲۳ کیلومتر مربع است.